# Micranthemum glomeratum
Micranthemum glomeratum är en tvåhjärtbladig växtart som först beskrevs av Alvin Wentworth Chapman, och fick sitt nu gällande namn av Lloyd Herbert Shinners. Micranthemum glomeratum ingår i släktet Micranthemum och familjen Linderniaceae. Inga underarter finns listade i Catalogue of Life.